# Riserva naturale orientata Monte Pellegrino
La riserva naturale orientata Monte Pellegrino è un'area naturale protetta situata nel comune di Palermo ed è stata istituita nel 1996.

## Storia
La prima misura di tutela dell'odierna area della Riserva risale alla fine del XVIII secolo, per iniziativa di Ferdinando di Borbone il quale, con un editto reale, espropriò un'area di circa 400 ettari comprendenti parte del Monte, della Favorita e i pantani di Mondello, per dedicarla ad attività di sperimentazione agricola e ad una riserva di caccia.

Nel 1991 l'area di Monte Pellegrino è stata inserita nel Piano regionale dei parchi e delle riserve naturali, approvato con decreto assessoriale n.970 del 10 giugno 1991.
 
L'odierna Riserva è stata istituita con Decreto dell'Assessore Regionale al Territorio n.610/44 dell'ottobre 1995, e affidata in gestione all'Associazione Rangers d'Italia.

## Territorio

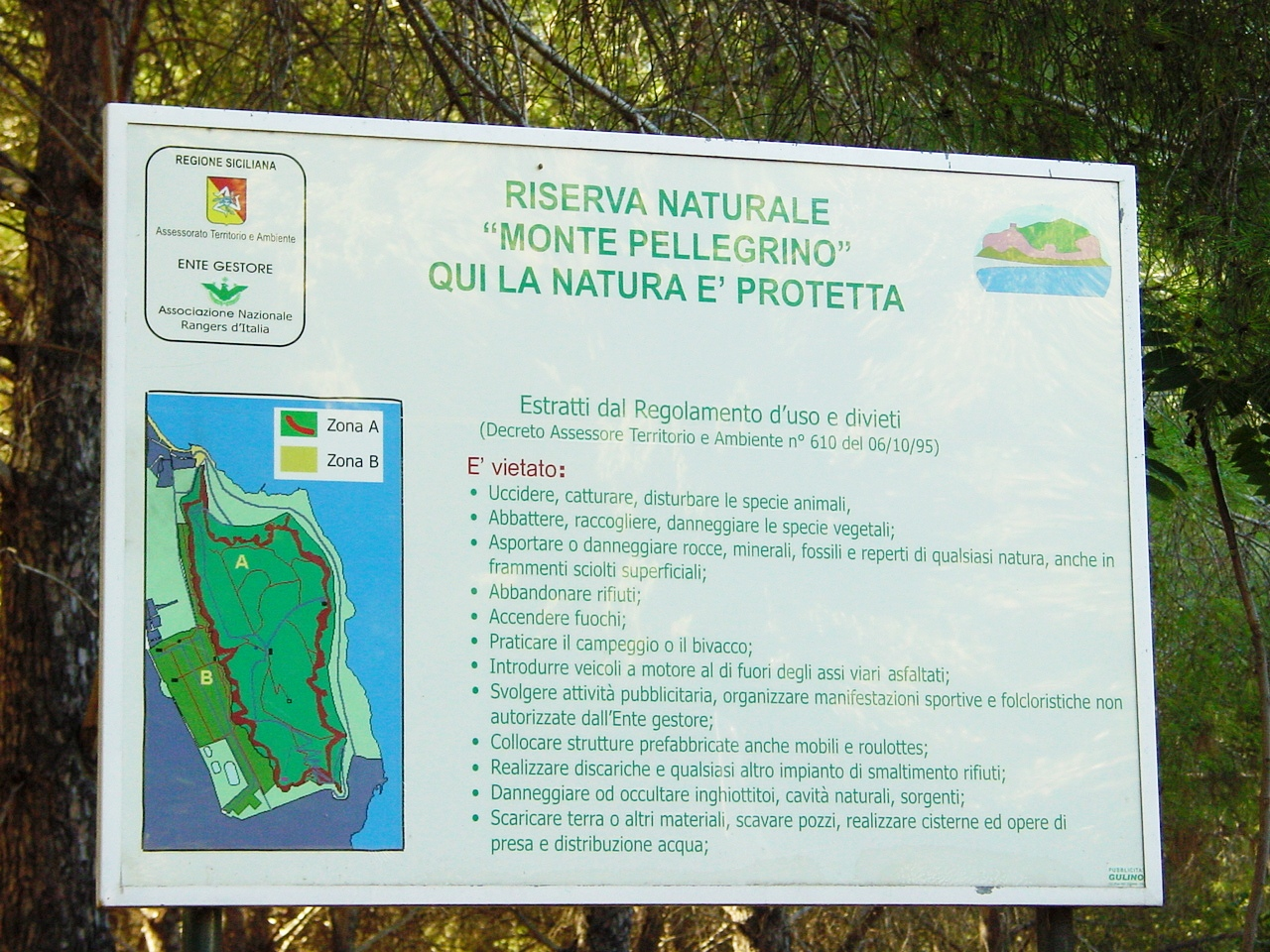
Mappa della Riserva

La riserva, estesa 1.050 ettari, comprende l'intero massiccio del Monte Pellegrino (zona A di Riserva) e il Parco della Favorita (zona B o di pre-Riserva), ad esclusione delle infrastrutture sportive.
Il  Monte Pellegrino è un massiccio montuoso di rocce carbonatiche con prevalenza di calcari, alto 606 metri s.l.m, caratterizzato da un'orografia estremamente movimentata, ricca di  pianori praticabili, e con fianchi ripidi ricchi di fenomeni di carsismo,  con ben 134 grotte di origine marina e/o carsica.
L'area è inserita nel sito di interesse comunitario ITA020014.

## Flora

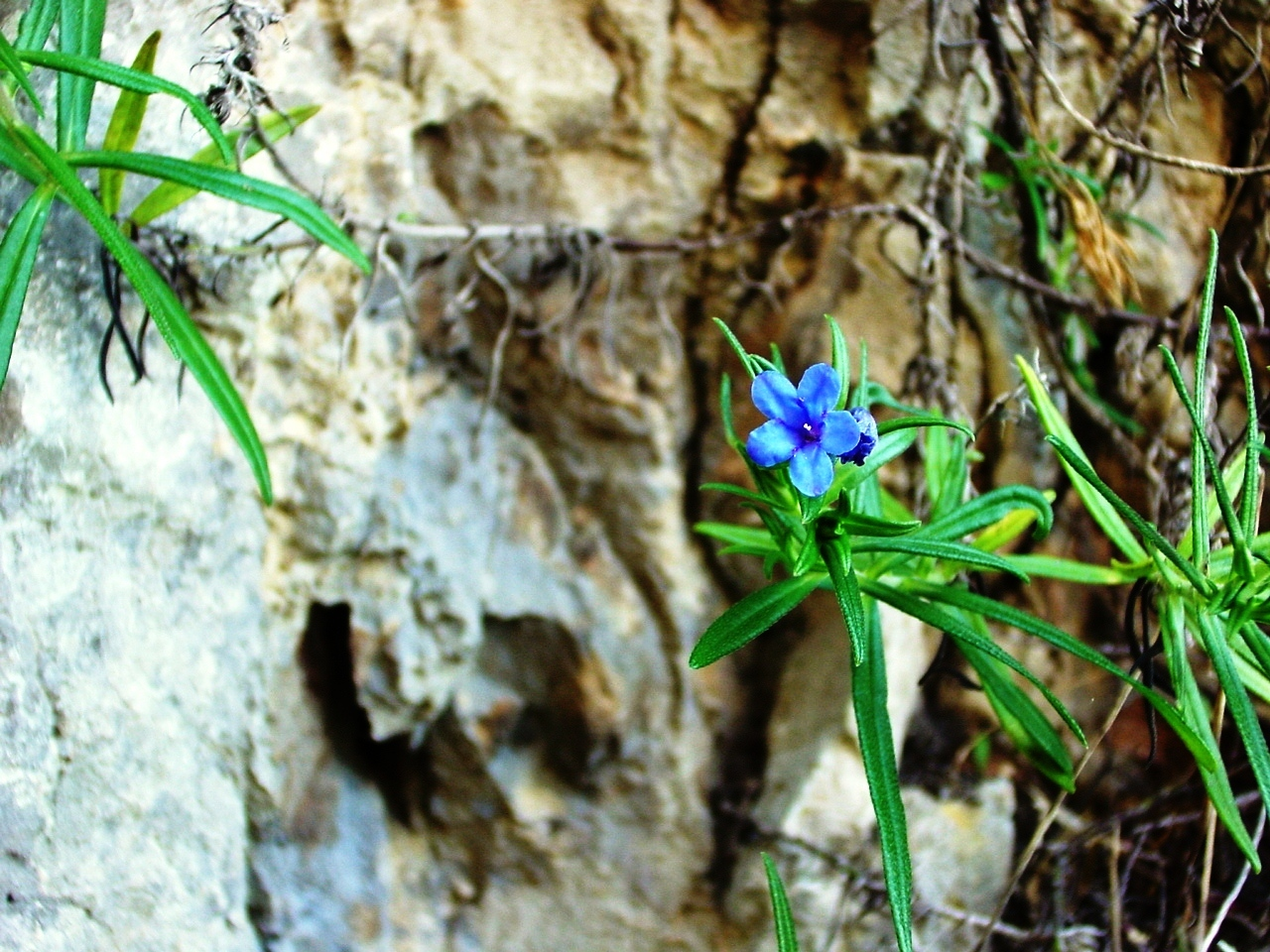
Glandora rosmarinifolia

I costoni scoscesi del promontorio ospitano specie botaniche tipiche delle rupi costiere quali la palma nana (Chamaerops umilis), il ficodindia (Opuntia ficus-indica), il cappero (Capparis spinosa), il cavolo rupestre (Brassica rupestris), l'erba perla mediterranea (Glandora rosmarinifolia), l'euforbia di Bivona (Euphorbia bivonae), il garofano di rupe (Dianthus rupicola), la vedovina delle scogliere  (Scabiosa cretica) nonché alcuni endemismi quali il fiordaliso delle scogliere (Centaurea ucriae).

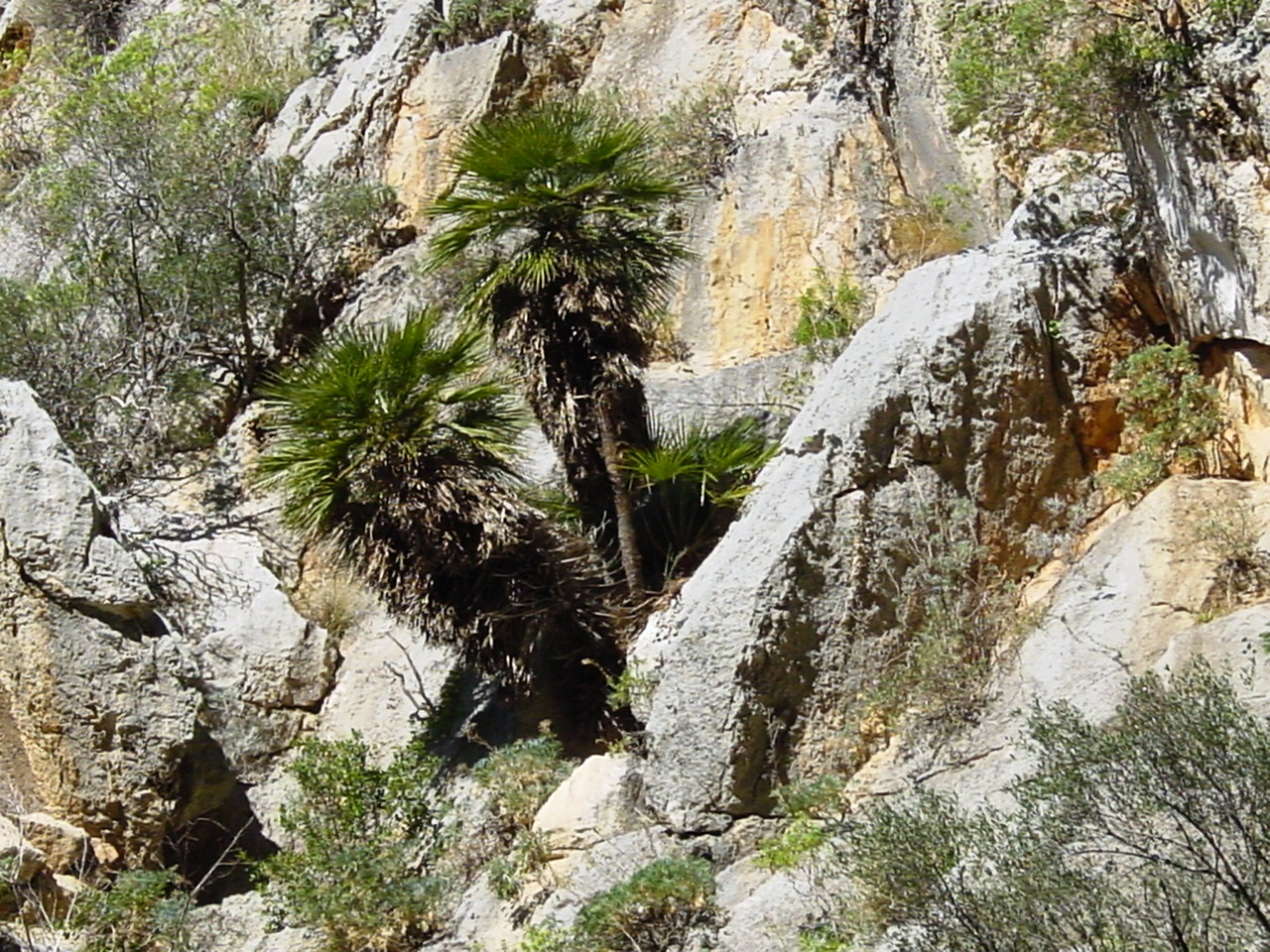
Chamaerops humilis

La zona delle falde ospita ampie aree di gariga, macchia mediterranea  e residui lembi di lecceta. Tra le specie presenti in questa zona abbiamo il leccio (Quercus ilex),  l'orniello (Fraxinus ornus), il carrubo (Ceratonia siliqua), il  corbezzolo (Arbutus unedo), l'alloro (Laurus nobilis), il lentisco (Pistacia lentiscus), il terebinto (Pistacia terebinthus), il viburno (Viburnum tinus), il sommacco (Rhus coriaria), l'olivastro (Olea europaea var. sylvestris), l'alaterno (Rhamnus alaternus), l'euforbia arborea (Euphorbia dendroides), la salsapariglia (Smilax aspera); negli ambienti di gariga sono presenti l'ampelodesma (Ampelodesmos mauritanicus), l'erba fontana (Pennisetum setaceum), la cardogna maggiore (Scolymus grandiflorus).
Il sottobosco ospita splendide orchidee, quali per esempio l'endemica Ophrys lunulata, specie prioritaria secondo la direttiva Habitat dell'Unione Europea (codice 1905).
Parte dell'area della Real Tenuta della Favorita è infine occupata da zone coltivate (agrumeti, orti, frutteti, campi agricoli sperimentali) e da zone rimboschite a conifere.

## Fauna

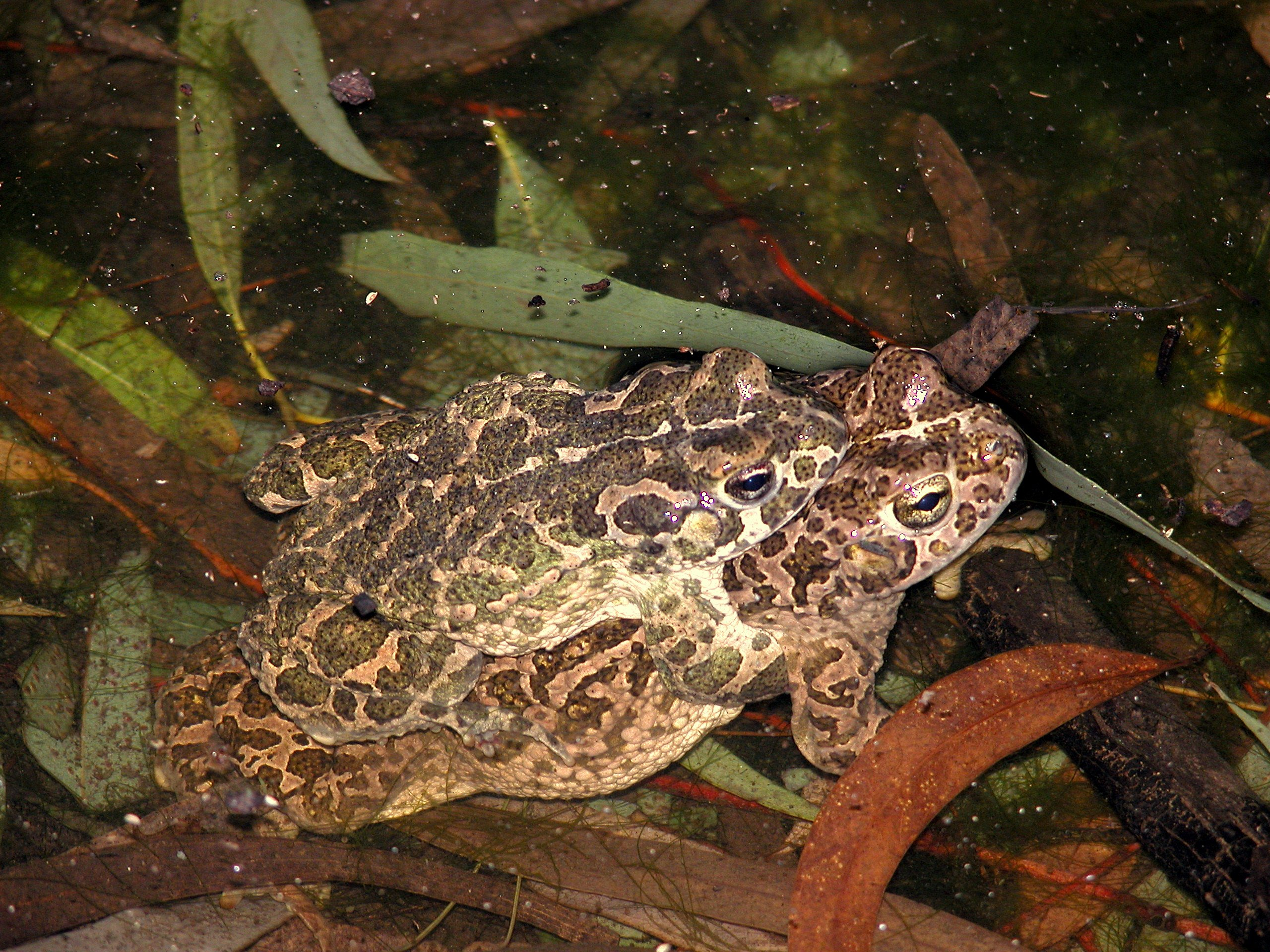
Rospo smeraldino siciliano

Tra i mammiferi presenti nel parco ci sono la volpe (Vulpes vulpes), la donnola (Mustela nivalis), l'arvicola del Savi (Microtus savii), il cinghiale (Sus scrofa), il coniglio selvatico  (Oryctolagus cuniculus). Nelle grotte segnalatala presenza del pipistrello Rhinolophus ferrumequinum.
La Riserva ospita oltretutto 40 specie di uccelli. Tra i rapaci, oltre al falco pellegrino (Falco peregrinus), a cui il monte deve la sua denominazione, vi nidificano la poiana (Buteo buteo), il gheppio (Falco tinnunculus), il barbagianni (Tyto alba), l'assiolo (Otus scops) e la civetta (Athene noctua); l'area è inoltre sulla rotta migratoria del falco pecchiaiolo (Pernis apivorus). Altri uccelli osservabili sono il passero solitario (Monticola solitarius) ed il crociere (Loxia curvirostra).
Per quanto riguarda i rettili la riserva tutela il colubro leopardino (Zamenis situla),e l'aspide (Vipera aspis); sono inoltre presenti moltissimi esemplari della lucertola siciliana (Podarcis waglerianus).
Tra gli anfibi merita di essere menzionata la presenza di due endemismi: il discoglosso dipinto (Discoglossus pictus) e il rospo smeraldino siciliano (Bufotes boulengeri siculus), di cui esiste una numerosa colonia che si riproduce nei pressi del Gorgo di Santa Rosalia, una pozza naturale che sorge non distante dall'omonimo Santuario.
Interessanti endemismi si annoverano anche nella malacofauna quali Cornu mazzullii e Marmorana sicana.

## Punti di interesse

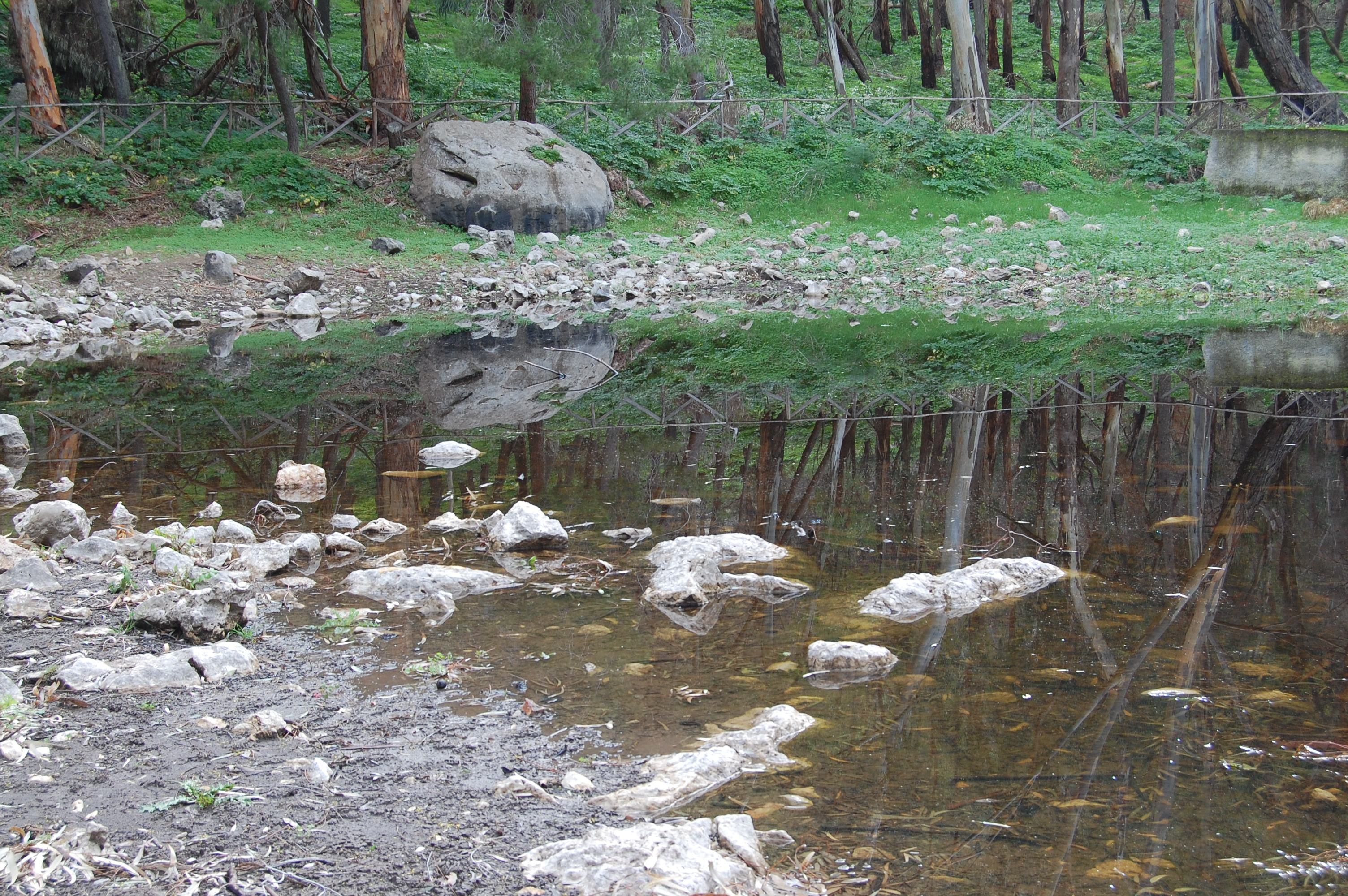
Gorgo Santa Rosalia

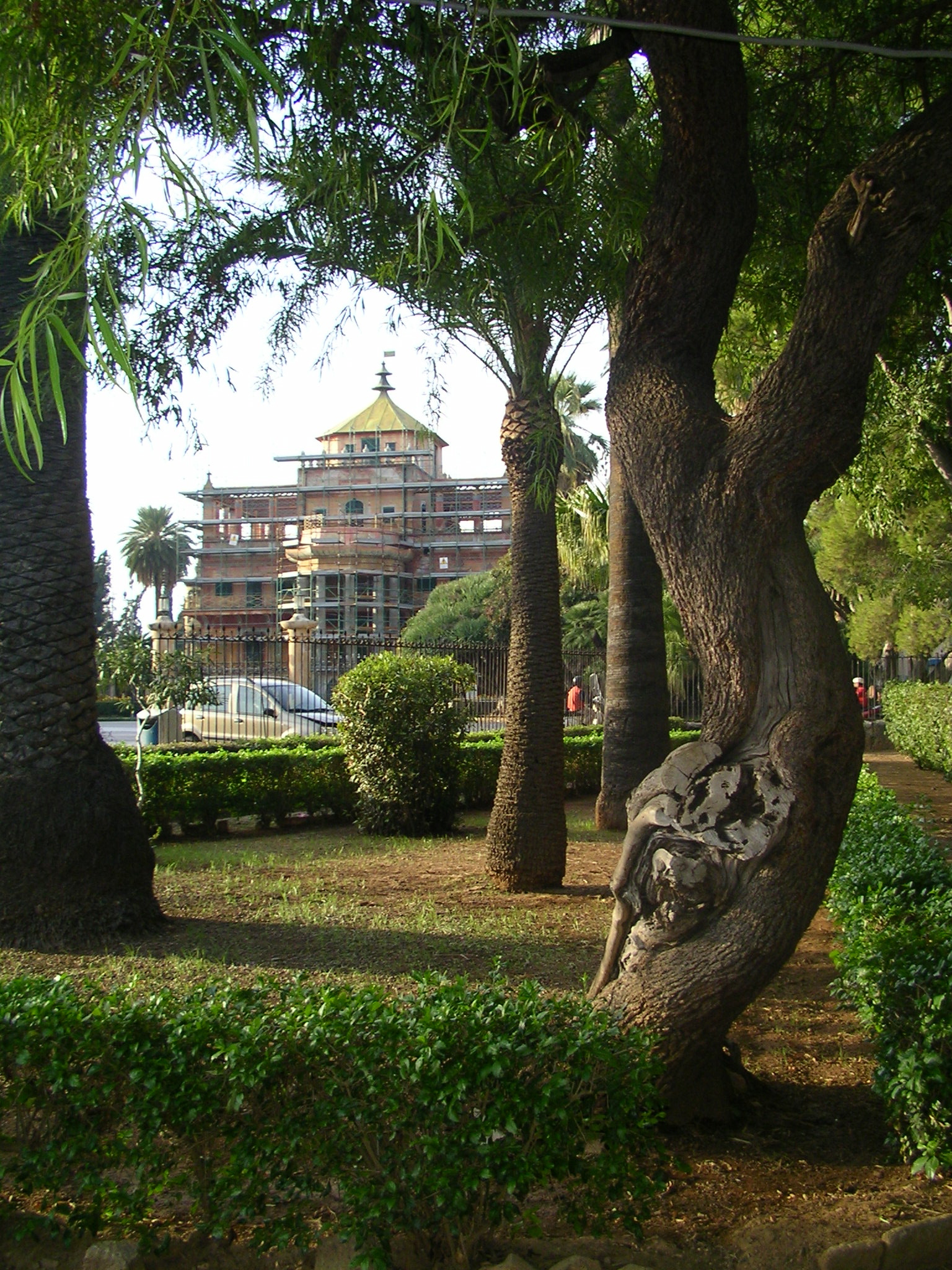
Palazzina cinese

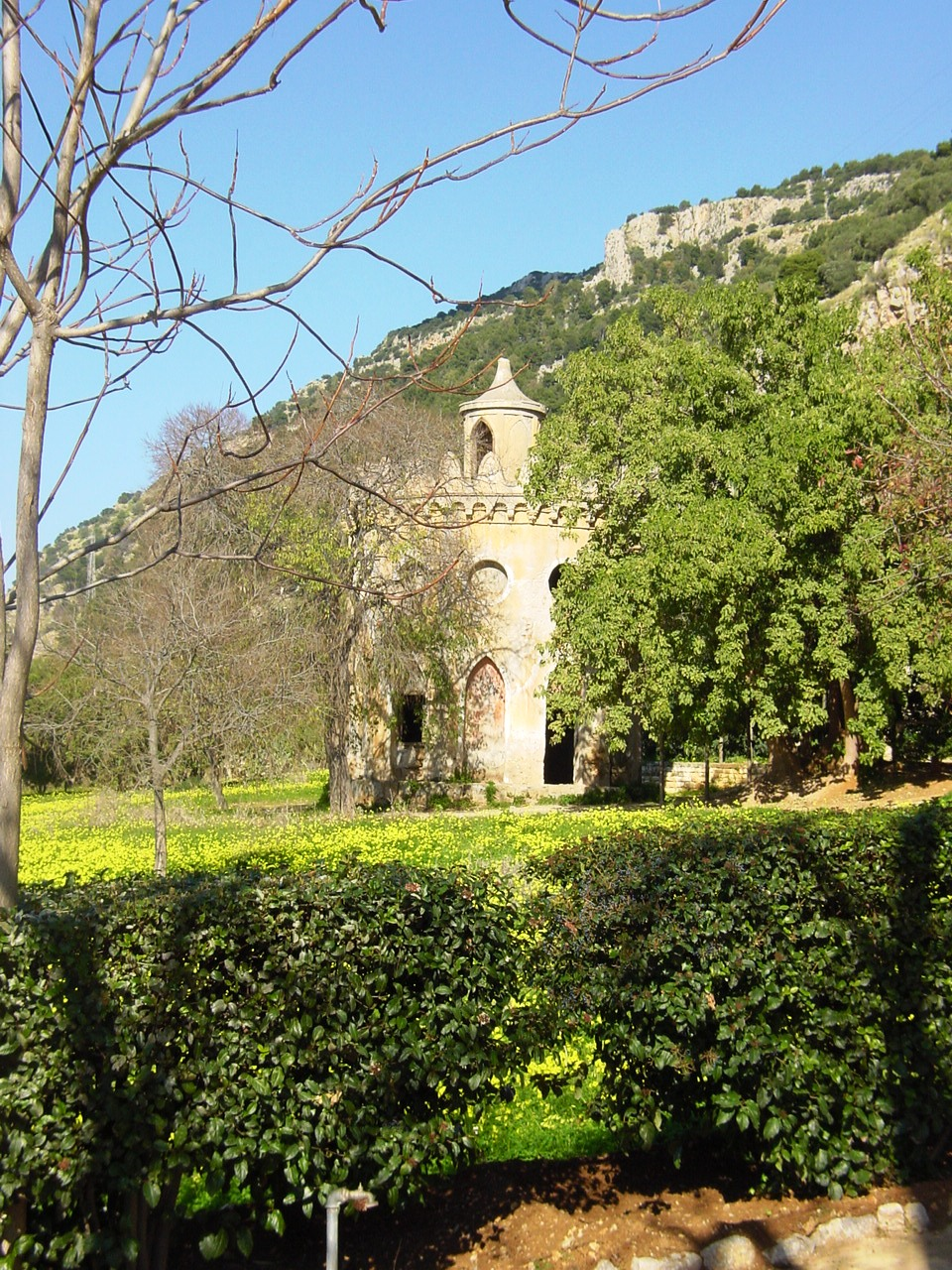
Scuderie Reali (torre nord)

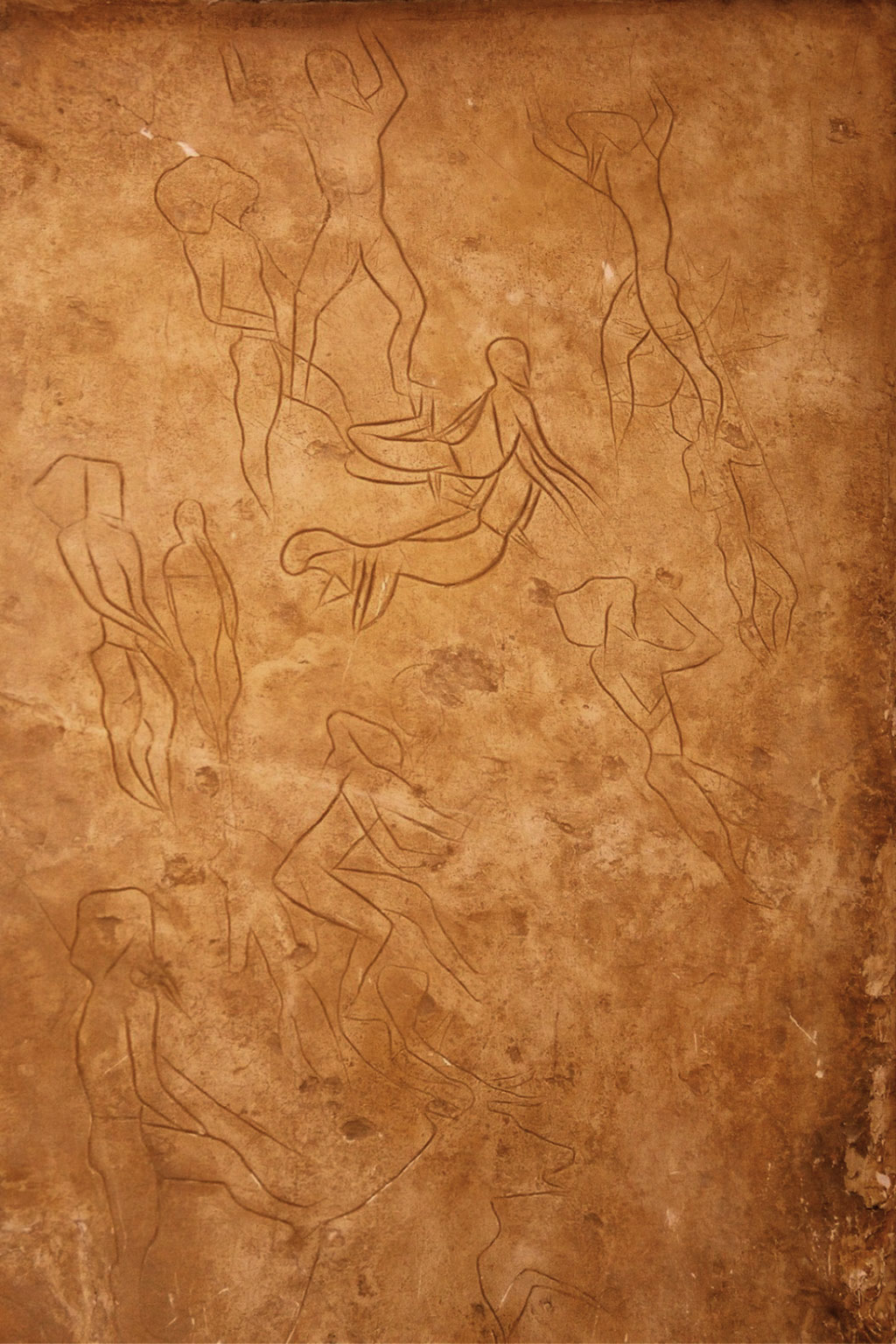
I graffiti della Grotta dell'Addaura

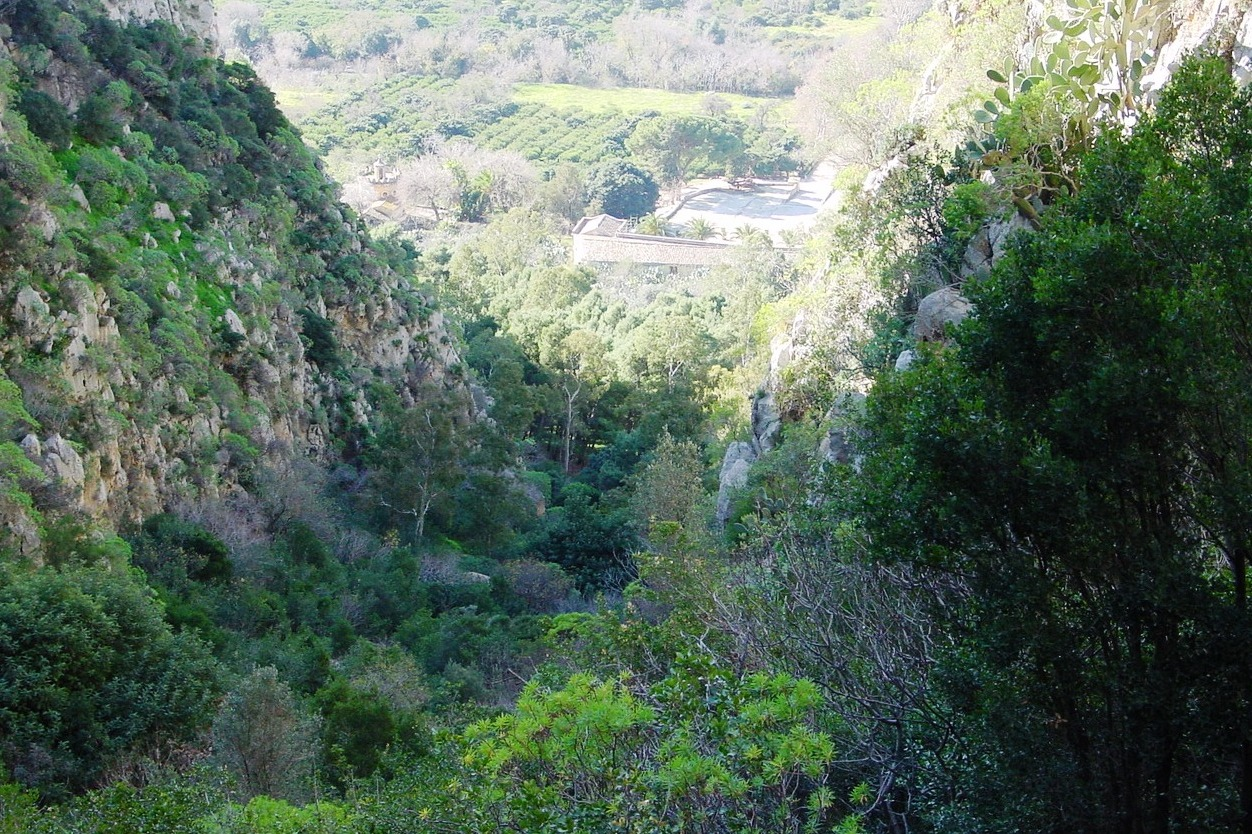
Valle del Porco

- il Santuario di Santa Rosalia
 Fondato nel 1625, sorge in prossimità della vetta, a 429 metri d'altitudine. Oggetto di devozione popolare e meta di pellegrinaggi, è collegato alle falde da un'antica trazzera pedonale.
- il Gorgo di Santa Rosalia
Si tratta di un piccolo specchio d'acqua stagionale situato nei pressi del Santuario. È sito di riproduzione del rospo smeraldino siciliano (Bufotes boulengeri siculus). È  noto agli ecologi e ai limnologi del mondo intero per essere stato citato in uno degli articoli più famosi nella letteratura delle scienze ecologiche e di biologia evoluzionistica: “Homage to Santa Rosalia, or why are there so many kinds of animals?” [1].
- la Casina di Caccia (cosiddetta Palazzina Cinese)
Realizzata da Giuseppe Venanzio Marvuglia nel 1799 su commissione di re Ferdinando III di Sicilia, è un padiglione in stile orientale il cui corpo centrale termina in alto con un tetto a pagoda.
- Fontana monumentale dedicata a Ercole 
 Opera dell'architetto Marvuglia, voluta della Regina Maria Carolina come traguardo prospettico al viale cui la fontana ha conferito il nome, rappresenta l'elemento fondamentale di quell'insieme di emergenze architettoniche che costituiscono un percorso denominato “Via d'acqua”. Circondata da una ringhiera in ferro presenta pianta circolare,  è costituita da due vasche concentriche in pietra di Billiemi, dal cui centro si eleva una grande colonna dorica scanalata lungo il fusto sul cui capitello è posta la statua in marmo bianco che raffigura Ercole.
- le Scuderie Reali
 Nella zona delle falde, gli edifici delle scuderie borboniche, parzialmente restaurati e dal giugno 2002 adibiti a Museo dell'agricoltura dal Comune di Palermo, ospitano un'esposizione di cultura materiale contadina siciliana, ideata dall'Esperto d'arte Francesco Buffa che ha curato il restauro della facciata, raccoglie strumenti agricoli dell'Ottocento e dei primi del Novecento donati da Francesco Caldaronello primo Caporipartizione del Settore Verde e Giardini del Comune di Palermo. In origine l'edificio era denominato magazzino del sommacco dal nome di un arbusto che cresce spontaneo in quei luoghi anticamente utilizzato per la lavorazione delle pelli. L'edificio fu poi adibito a scuderie per volere di Maria Carolina moglie di Ferdinando.
- Le torri borboniche
 Comunemente denominati “Sparatori” fanno parte del complesso delle Ex Scuderie Reali. Si tratta di due manufatti architettonici di piccole dimensioni, di forma dodecagonale, realizzati in stile neogotico nel 1811 e sistemate ai due lati delle Ex Scuderie Reali, ognuna a circa 30 metri di distanza. In epoca borbonica svolgevano contemporaneamente numerose funzioni: custodivano le polveri da sparo, proteggevano le Scuderie da eventuali incursioni ostili, proteggevano il percorso di caccia (riservato a Ferdinando IV e ai suoi ospiti) che dal Parco della Favorita si estendeva fino alla Paludi di Mondello.
- Il Vivaio Comunale del Parco
 Custodisce importanti specie arboree esotiche (tra cui Koelreuteria paniculata, Melia azedarach, Ficus benjamina, Brachychiton diversifolium, B. luridum, Phoenix canariensis, Phoenix dactylifera),  specie che  conferiscono al Parco ulteriori valenze ambientali. La presenza della neoclassica “Fontana dei Delfini”” al centro di un antico piazzale compreso fra quattro piccole meridiane, completa il fascino dell'antico insediamento borbonico.
- le Grotte dell'Addaura
Si tratta di un sistema di grotte situato sul fianco nord-orientale del monte, la cui importanza è dovuta alla presenza di uno straordinario complesso di incisioni rupestri risalenti al Paleolitico che costituiscono un caso unico nel panorama dell'arte rupestre preistorica.
- la Grotta Niscemi
sorge sulle pendici del versante occidentale del Monte Pellegrino e racchiude testimonianze di arte rupestre del Paleolitico superiore, scoperte successivamente a quelle delle grotte dell'Addaura.
- la Valle del Porco
È uno stretto vallone costeggiato da rupi calcaree ricoperte da fitta vegetazione rupestre, attraversato da un ripido sentiero lungo circa 1,5 km, che conduce dalle Scuderie Reali sino al Santuario di Santa Rosalia.
- il Bosco Niscemi
- il Bosco di S. Pantaleo

## Accessi
La riserva è attraversata da una strada carrozzabile asfaltata cui si può accedere da Mondello Valdesi e da piazza Generale Cascino.
Esistono poi numerosi accessi pedonali tra cui:
- Scala vecchia: sul versante sud, tradizionalmente utilizzata per i pellegrinaggi al santuario di Santa Rosalia
- Sentiero della Valle del Porco: sul versante ovest, con accesso dal Parco della Favorita, in prossimità delle Ex Scuderie Reali. Mediamente impegnativo.
- Sentiero della Rufuliata: poco a nord della Valle del Porco, è un sentiero agevole che si va a ricongiungere al precedente.
- Sentiero per la Grotta Niscemi e per la Roccia dello Schiavo: costeggia la base del versante ovest, con accesso dalle Ex Scuderie Reali.
- Scaletta della Perciata: versante est a nord delle Grotte dell'Addaura. Percorribile con difficoltà, consigliato l'uso di corde.